# Oleksandr Skičko
Oleksandr Oleksandrovyč Skičko (in ucraino Олександр Олександрович Скічко?; Čerkasy, 28 aprile 1991) è un comico, conduttore televisivo, politico ed attore ucraino.

## Biografia
Skičko comincia la sua carriera nel campo dell'intrattenimento all'età di soli 15 anni quando conduce il programma televisivo per ragazzi Teen-klub (Teen-клуб). Nel 2009 partecipa come concorrente al programma Ukraine's Got Talent arrivando in semifinale e divenendo noto in Ucraina con le sue parodie.
Tra il 2011 e il 2015 conduce vari programmi televisivi popolari della televisione ucraina come Pidjom, Zirkovyj šljach e Spivaj jak zirka.
Il 26 febbraio 2017 viene annunciato come presentatore dell'Eurovision Song Contest 2017 di Kiev, insieme a Timur Mirošnyčenko e Volodymyr Ostapčuk. Per la prima volta l'Eurovision Song Contest è stato condotto da tre uomini e per la seconda volta, dopo l'edizione del 1956, non è stato condotto da nessuna donna.
Nel 2019 Skičko ha partecipato alle Elezioni parlamentari come candidato per il partito politico Servitore del Popolo nel distretto elettorale 197, situato nella città natale di Skičko, nell'oblast' di Čerkasy. Alla fine viene eletto alla Verchovna Rada con oltre il 50% dei voti e ha prestato giuramento come parlamentare il 29 agosto 2019.
Il 30 marzo 2021 Skičko annuncia le sue dimissioni al Verchovna Rada, dopo che il presidente Volodymyr Zelens'kyj lo ha nominato governatore dell'oblast' di Čerkasy.